# Ulémets
Ulémets (en rus: Улемец) és un poble de l'óblast de Kaluga, a Rússia, que en el cens del 2010 tenia 185 habitants, pertany al districte de Jizdra.